# Gare de Bagnols-sur-Cèze
Ne doit pas être confondu avec Gare de Bagnols - Chadenet ou Gare de Bagnoles-de-l'Orne.
 (août 2022).
Si vous disposez d'ouvrages ou d'articles de référence ou si vous connaissez des sites web de qualité traitant du thème abordé ici, merci de compléter l'article en donnant les références utiles à sa vérifiabilité et en les liant à la section « Notes et références ».
La gare de Bagnols-sur-Cèze est une gare ferroviaire française de la ligne de Givors-Canal à Grezan, située sur le territoire de la commune de Bagnols-sur-Cèze, dans le département du Gard, en région Occitanie.
Elle est mise en service en 1880 et ferme aux voyageurs en 1973. Elle est ensuite rouverte le 29 août 2022.

## Situation ferroviaire
Établie à 49 mètres d'altitude, la gare de Bagnols-sur-Cèze est située au point kilométrique (PK) 714,572 de la ligne de Givors-Canal à Grezan, entre les gares de Vénéjan et de L'Ardoise.
Elle est équipée de deux voies et de deux quais latéraux.

## Histoire
| Année                      | 2022   | 2023   |
| -------------------------- | ------ | ------ |
| Voyageurs                  | 18 495 | 43 039 |
| Voyageurs et non voyageurs | 18 495 | 43 039 |

## Service des voyageurs

### Accueil
Gare SNCF, elle dispose d'un bâtiment voyageurs, avec un guichet.

### Desserte
Bagnols-sur-Cèze est desservie par des trains TER Occitanie qui effectuent des missions entre les gares de Pont-Saint-Esprit et Avignon-Centre ou Nîmes-Centre.

### Intermodalité
Un pôle d'échange multimodal est aménagé.